# Salix tinctoria
Salix tinctoria är en videväxtart som beskrevs av James Edward Smith. Salix tinctoria ingår i släktet viden, och familjen videväxter. Inga underarter finns listade i Catalogue of Life.